# Aguas termales de San Cristóbal

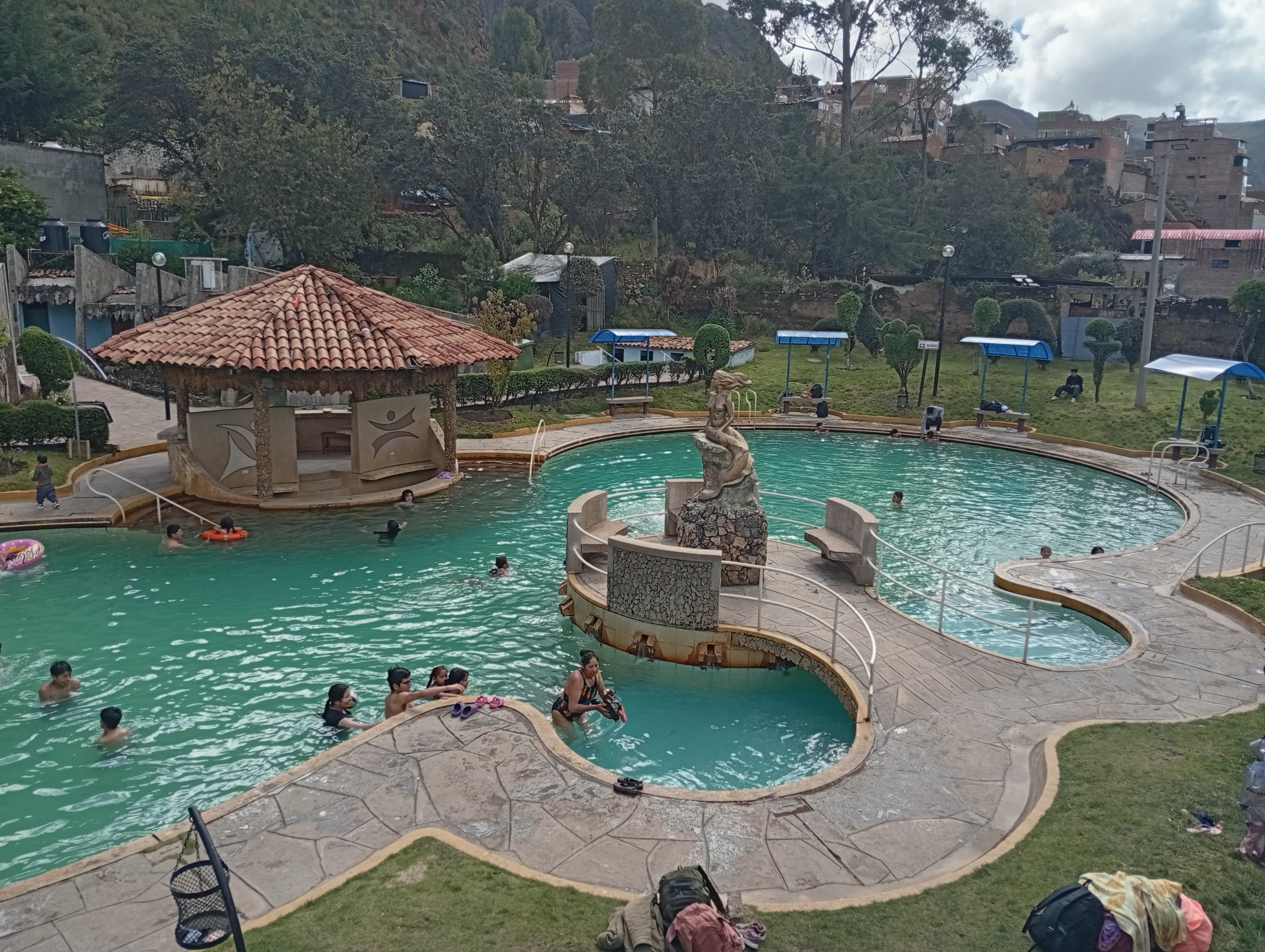
Foto de las Aguas termales de San Cristóbal ubicadas en el barrio San Cristóbal

Las aguas termales de San Cristóbal, consideradas como un lugar turístico, están ubicadas en el departamento homónimo de Huancavelica, Perú. Sus aguas son de color turquesa y despide un olor sulfuroso, su temperatura promedio está entre 18º y 22 grados.

## Ubicación
Las aguas termales, están ubicadas en las faldas del cerro Potoqchi en la Av. 28 s/n, barrio San Cristóbal, perteneciente a la ciudad de Huancavelica.

## Características
Las aguas termales de San Cristóbal, son de color verde, con un olor sulfuroso y con una temperatura que oscila entre los 18 y 22 grados; además, se le atribuyen cualidades curativas para la piel.Sus aguas provienen del cerro Potoqchi.
También, es considerado un lugar turístico, de recreación y esparcimiento tanto para los residentes como para los turistas; cuenta con varias piscinas que se utilizan para eventos de competencia y recreación familiar.